# Conrad Ferdinand Meyer
Conrad Ferdinand Meyer (Zurigo, 11 ottobre 1825 – Kilchberg, 28 novembre 1898) è stato uno scrittore svizzero.
Esponente del realismo ha composto soprattutto poesie, novelle e romanzi storici. Assieme a Gottfried Keller e Jeremias Gotthelf è uno dei più rinomati scrittori svizzeri di lingua tedesca dell'Ottocento.

## Biografia
Conrad Ferdinand Meyer, nato in una famiglia patrizia di Zurigo, perse a quindici anni suo padre, che fu membro del consiglio cantonale. Ebbe un rapporto molto difficile con la madre che soffriva di disturbi psichici e si tolse la vita nel 1856.
Trascorse alcuni anni della sua gioventù a Losanna dove imparò così bene il francese da poter tradurre opere letterarie. Considerò di diventare uno scrittore francese o di intraprendere una carriera accademica quale romanista. Ancora prima d'aver compiuto vent'anni fu ricoverato per gravi depressioni in una clinica psichiatrica.
Dopo la morte della madre visse una vita agiata grazie all'eredità. Intraprese con sua sorella Betsy, a cui era molto affezionato, un viaggio in Italia che fu ricco di stimoli anche per la sua opera letteraria. Nel 1864 venne pubblicata anonima la sua prima raccolta di poesie. Nel 1869 si trasferì con sua sorella a Küsnacht, sul lago di Zurigo.
A causa della guerra franco-prussiana del 1870-1871 Meyer si trovò in un profondo conflitto, perché viveva in ambedue le culture. Dopo la vittoria prussiana decise di dedicarsi alla letteratura tedesca. Nel 1872, all'età di 46 anni, riscosse il suo primo successo pubblicando il ciclo di poesie Huttens letzte Tage, dedicato agli ultimi giorni di vita del teologo umanista Ulrich von Hutten.

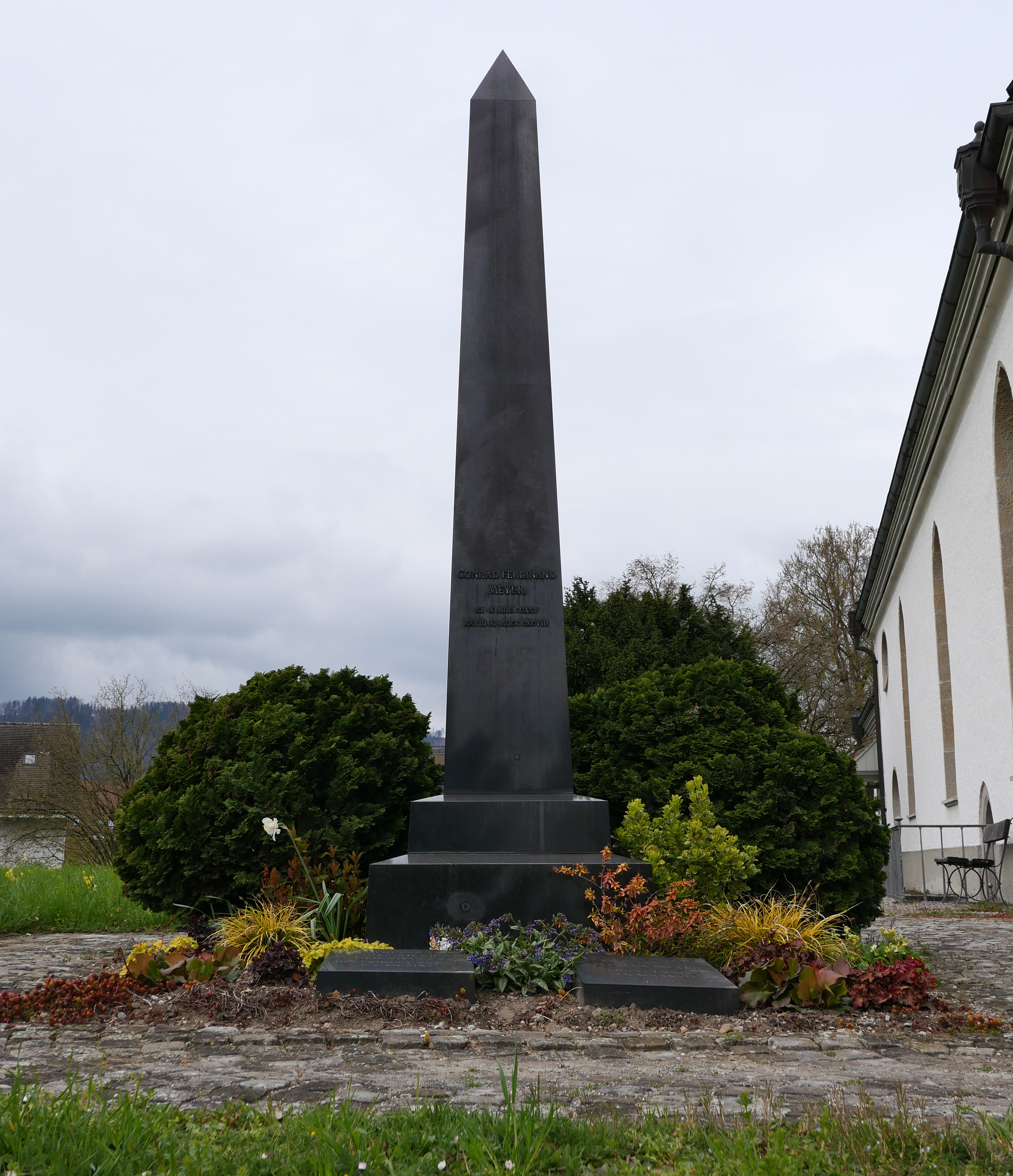
La tomba di Meyer, di sua moglie et della loro figlia.

Uscirono in seguito, a cadenza quasi annuale, romanzi e novelle storiche. Quando l'opera Der Heilige (Il Santo) fu stampata in anteprima sulla rinomata rivista Deutsche Rundschau dal celebre editore Julius Rhodenberg, s'affermò definitivamente la fama di C.F. Meyer come narratore eccellente. Nel 1880 fu insignito del titolo di dottore honoris causa. 
Nel 1875 sposò Johanna Luisa Ziegler (1837-1915), figlia del sindaco della città di Zurigo, rafforzando così il proprio prestigio nell'alta società. Nel 1879 nacque la figlia Luisa Elisabetha Camilla che nel 1936 si sarebbe tolta la vita, come già aveva fatto sua nonna. La vita privata non fu priva di problemi, dato che la moglie di Meyer non andava d'accordo con la sorella dello scrittore, la quale si occupava della casa e lavorava per lui come segretaria.
Nel 1887 fu nuovamente colpito da forti depressioni e riuscì a terminare la sua ultima opera Angela Borgia solo con gran fatica. Nel 1892 fu ricoverato di nuovo in una clinica psichiatrica e perse sempre di più il contatto con la realtà. Nel 1893 fu dimesso senza che fosse stato registrato un significativo miglioramento. Affettuosamente assistito dalla moglie, trascorse gli ultimi anni nella sua casa a Kilchberg, dove morì il 28 novembre 1898 all'età di 75 anni. La sua tomba, con un monumento funerario a forma d'obelisco per opera di Louis Wethli, si trova a Kilchberg.

## Premio Conrad-Ferdinand-Meyer
Dal 1938 la città di Zurigo conferisce annualmente in memoria dello scrittore il Premio Conrad Ferdinand Meyer ad artisti, scrittori o studiosi la cui attività ravvisa stretti legami con il cantone di Zurigo.

## Stile
Le opere di C.F. Meyer sono caratterizzate da un umore nascosto. A volte compaiono quali personaggi secondari di una cornice narrativa persone famose come per esempio il re Gustavo IV Adolfo di Svezia (nel Paggio di Gustavo Adolfo), o Luigi XVI (nelle Sofferenze di un ragazzo) oppure Dante Alighieri (nelle Nozze del monaco). Lo scrittore presuppone che il lettore sia a conoscenza di questi personaggi storici, pur inserendo a volte, a loro riguardo, elementi inaspettati. Cornice narrativa e azione principale sono sempre strettamente intrecciate.

## Opere tradotte in italiano
narrativa
- L'amuleto, a cura di Giovanni Tateo, Milano, SE, 2005.
- L'amuleto, traduzione a cura di Alberto Zanelli, Alberga, Edizioni del delfino moro, 2008.
- Angela Borgia, traduzione di Maria Poli-Hardmeyer, Milano, U. Hoepli, 1893.
- Angela Borgia, traduzione e cura di Giacomo Savioli, prefazione di Roberto Rizzo, tavole e disegni di Impero Figiani, S.I.! 2G Stampa, 2002.
- Giorgio Jenatsch: una storia dei Grigioni, traduzione di Maria Preis autorizzata dall'autore, prefazione di Domenico Giuriati e ritratto dell'autore, Milano, Treves, 1895.
- Giorgio Jenatsch, Milano, Rizzoli, 1949.
- Jurg Jenatsch. Una storia grigionese, introduzione di Italo Alighiero Chiusano, saggio critico e riedizione a cura di Franco Monteforte, Bellinzona, Casagrande, 1993.
- Novelle: Le nozze del monaco; La tentazione del Pescara; Angela Borgia, introduzione di Maria Grazia Nasti Amoretti, traduzione di Maria Grazia Nasti Amoretti e Marianne Winton Wiener, Torino, UTET, 1967.
- Le sei novelle [L'amuleto; Lo sparo dal pulpito; Plauto nel convento delle monache; Il paggio di Gustavo Adolfo; Le nozze del monaco; I dolori di un fanciullo], a cura di Gianni Bertocchini, Milano, Ariele, 2004.
- Le nozze del monaco, versione dal tedesco autorizzata di P. Valabrega, Milano, U. Hoepli, 1887.
- Il paggio di Gustavo Adolfo e altri racconti [La notte di San Bartolomeo; Lo sparo dal pulpito], Milano, Mondadori, 1966.
- Il santo, traduzione e note a cura di Gisela Martorelli, introduzione di Luciano Zagari, Roma, Salerno, 1982; ristampa 1988.
- Il santo: assassino in cattedrale, prefazione di Italo Alighiero Chiusano, traduzione di Maria Cristina Minicelli, Locarno, Dado, 2000.
- La tentazione del Marchese di Pescara, traduzione di P. Valabrega, Milano, U. Hoepli, 1890.
- La tentazione del Marchese di Pescara, traduzione di Giuseppe Zoppi, Milano, Rizzoli, 1953.
- La tentazione del Marchese di Pescara, edizione bilingue a cura di Gianni Bertocchini, Milano, Ariele, 2020.
- La vendetta dei Normanni, traduzione di L. Ricotti, Milano, Delta, 1929.

lirica
- Cinque liriche: Pausa di remi, Tardi in battello, La fontana di Roma, Venezia, Un pellegrino, a cura di Anselmo Turazza, Bologna, Coop. Tip. Azzoguidi, 1938.
- Tre liriche, a cura di Anselmo Turazza, Bologna, Tipografia Galavotti, 1970.
- Poesie, traduzione a cura di Umberto Colla, Napoli, Morra, 1995.

## Opere complete in tedesco
- Sämtliche Werke. Historisch-kritische Ausgabe, Hrsg. von Hans Zeller und Alfred Zäch, 15 Bände, Bern, Benteli 1958–1996.
- Sämtliche Werke in zwei Bänden. Vollständiger Text nach den Ausgaben letzter Hand, mit einem Nachwort von Erwin Laaths, München, Winkler 1968.
- Das Gesamtwerk - vollständig auf 5 MP3-CDs gelesen von Klauspeter Bungert, ISBN 978-3-00-024887-0. Trier, Bungert 2008.

## Trasposizioni cinematografiche
- 1942: Der Schuß von der Kanzel
- 1960: Gustav Adolfs Page
- 1977: Violanta tratto dalla novella Die Richterin
- 1987: Jenatsch